# Арманду Вентура Феррейра
Арма́нду Венту́ра Ферре́йра (порт. Armando Ventura Ferreira; *1920, Ольяу, Алгарве, Португалія — †1987, Лісабон) — португальський письменник, поет, літературний критик, журналіст.

## З життя і творчості
Народився в 1920 році в Ольяу (Алгарве). Ще в дитинстві разом з родиною переїхав до Сантьяго-ду-Касем.
У 1943 році перебрався до Лісабона.
Співробітничав у журналі Seara Nova ще до переїзду до столиці.
А. В. Феррейра дебютував як літератор у 1956 році книгою неореалістичних оповідань «Ноктюрн» (Noturno).
Через сім років він випустив ще одну збірку новел — «Історія без портрета» (História sem Portrait), також вийшла його поетична збірка «Космічний корабель» (A Astronave), що лишається однією з найвідоміших його книг. 
Далі були поетичні твори, такі як O Carro de Apolo (1977) та участь у кількох антологіях. Також він писав есеї, опублікувавши в 1971 році збірку текстів Memórias dos Mitos.
Помер у 1987 році в Лісабоні.